# Gradiente adiabatico secco

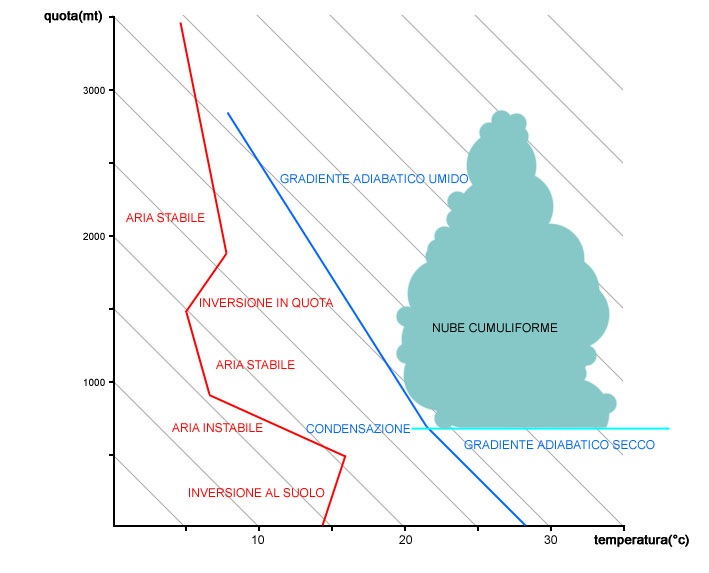
Schema di corrente ascensionale

Il gradiente adiabatico secco corrisponde alla variazione di temperatura virtuale, subita da una particella d’aria secca o umida non satura, che si muove verticalmente nel PBL (Planet Boundary Layer). Corrisponde sempre a 0,976 °C ogni 100 metri, ed è un coefficiente ideale, in quanto non dipende dalla temperatura esterna ma dalla pressione (che con l'aumentare della quota diminuisce sempre).

## Descrizione
Si può spiegare il fenomeno in questo modo: la massa d'aria più calda sale verso l'alto perché meno densa di quella circostante (per il principio di Archimede), e la trattazione seguente è un'approssimazione riferita al caso in cui lo faccia così velocemente da non permettere scambi di calore significativi (adiabaticamente). La particella salendo aumenta di volume perché la pressione diminuisce. Espandendosi produce lavoro e consuma energia interna, raffreddandosi. Scendendo accumula energia dalla compressione e aumenta la temperatura. L'energia totale delle molecole d'aria che salgono rimane quindi invariata, dal momento che quella potenziale deve aumentare (perché le molecole si trovano più in alto) dovrà diminuire quella cinetica, e quindi diminuirà anche la temperatura.
Si chiama secco perché l'umidità relativa all'interno della particella è inferiore al 100%. Questo valore aumenta (cioè, l'umidità relativa sale sino al raggiungimento del 100%) a causa delle temperature via via minori; a questo punto la particella raggiunge il punto di rugiada, cioè la temperatura che permette al vapore acqueo, che si trova ancora nel suo stato aeriforme (e quindi invisibile a occhio nudo) di passare allo stato liquido sotto forma di minute gocce di acqua. A questo punto l'aria si raffredderà secondo il gradiente adiabatico saturo. Non deve essere confuso con il gradiente termico verticale, che è la variazione effettiva della temperatura sopra un determinato luogo in un determinato momento.